# Девојчице (роман)
Девојчице (енгл. Little Women) су омладински роман америчке књижевнице Луизе Меј Алкот објављен из два дела 1868. и 1869. године. Роман се у Америци штампа као јединствена књига, док се у Британији и остатку Европе обично штампа у два дела, те је на српском говорном подручју учестало да се први део објављује под називом Девојчице, а други део под именом Девојчице расту (енгл. Good Wives). Последњих година на српском говорном подручју појавили су се и преводи насловљени Мале жене и Добре супруге.
Девојчице су послужиле као подлога за неколико играних филмова, ТВ серија, мјузикл и оперу.

## О књизи
Роман је написан у духу реализма са романтичарским тоновима и спада у ред класичних остварења омладинске књижевности.
Девојчице могу оставити утисак старомодне књиге са својим спектром наивности, доброте, поуздања, животне радости. Сестре Мерч живе у другачијим приликама него што су данашње, ипак из тих ликова зрачи истински дух младости, сањарења, великих планова, силне способности за одушевљење, за рад, за пожртвованост, за срећу, за понос, за љубав, за разумевање, упркос ситним манама, грешкама, пецкањима, свађама, темперемантима и сл.  Због свега тога и данас Девојчице налазе своје одушевљење читаоце међу девојчицама.
Радња романа је смештена у град Конкорд у држави Масачусетс за време Америчког грађанског рата. Главне јунакиње су четири ћерке протестанског свештеника – Мег, Џо, Бет и Еми – које се суочавају са проблемима одрастања док им је отац на фронту као војник Севера. Алкот је инспирацију за роман пронашла у сопственом одрастању, а саму књигу је написала за неколико месеци на наговор свог издавача.
Лујза Меј Алкот је 1867. године добила захтев од издавача да напише роман за жене, и у свом дневнику је написала: 
```
"Никада нисам волела да се дружим са девојкама, нити их познајем много, осим мојих сестара". 
```

Није била одушевљена идејом, али њеној породици је био потребан новац па је прионула на посао ни не слутећи да ће њен „роман за жене” постати један од највољенијих класика америчке књижевности. Роман Мале жене, први део Девојчица је објављен 1968. године.
Годину дана након објављивања Малих жена објављен је и наставак Добре супруге, који је Алкотова написала на захтев публике јкоја је инсистирала да сазна шта се даље догађало у животима четири сестре. Романи „Мале жене” и „Добре супруге” су 1869. објављени као обједињено издање које је до данашњег дана преведено на више од педесет језика (у неколико стотина различитих издања). Процењује се да је продато више од десет милиона примерака широм света.
Књига је доживела неочекивано велики успех, што је подстакло ауторку да напише још два наставка Дечаке и Децу госпође Џо. Оба романа су наишла на позитиван пријем критике и читалаца, али ниједан није успео да надмаши популарност „Малих жена”. Временом је роман стекао, не само статус класика дечје и омладинске књижевности, него и статус класика америчке књижевности, поставши један од симбола америчке културе. Каснији критичари су успех романа објашњавали талентом Лујзе Меј Алкот да од четири сестре начини четири упечатљива женска лика са којима су се могле индетификовати различите друштвеноекономске групе међу читатељима.

## Радња
Роман је у великој мери аутобиографски заснован на ауторкином одрастању. Главне протагонисткиње су четири сестре Мерч - Мег (Маргарет), Џо (Џозефина) Бет (Елизабет) и Еми - које са мајком проживљавају тешке тренутке оскудице и сналажења, повезане везама у настојању да задрже храброст и самопоштовање, док им је отац војник на фронту у Америчком грађанском рату. Девојчице кроз свакодневни живот учења, послова у кући, пријатељства са дечаком Лоријем, балова, прослава, невоља, љубави и маштања одрастају и сазревају схватајући да су највећа богатства она која се заснивају на односу са најближима.
У роману Лујза Меј Алкот обрађује теме које никада не застаревају: љубав, пријатељство, породичне односе; срећне тренутке и незамисливе губитке; сукоб друштвених очекивања и личних амбиција.

## Ликови
Главне јунакиње романа су четири сестре које су потпуно различитих карактера и које веже међусобна љубав и оданост пријатељима и породици:
- Лепа и отмена Мег (Маргарет) је најстарија сестра и жели да буде дама.
- неприлагођена књижевница Џо (Џозефина) са својих петнаест година је неугледна и неконвенционална.
- повучена Бет (Елизабет) је нежна тринаестогодишњакиња склона музици.
- размажена Ејми, плавокоса дванаестогодишња лепотица.

Најстарија од њих, Мег, жели да од живота добије оно што јој недостаје у властитој породици, али њена девојачка маштања о раскоши и лагодности живота, убрзо ће бити замењена оним што је у свету много ређе – љубављу и оданошћу. У таквим околностима, прворођена од сестара стасаће у одлучну и вредну жену, равноправну са својим мужем и посвећену мајку.
Џо, враголаста и плаха, неспретна у кућним пословима, свом снагом свог неспутаног и креативног бића одупире се начелима патријархалног друштва.
Кротка Бет, скромна, умиљата и вредна, само је наизглед у сенци својих сестара. Њено милосрђе, спремност да се одрекне свега и да своје одрицање не доживи као жртву, жеља да утеши и разуме бујне природе, живо утиче на атмосферу у читавој породици.
Најмлађа Ејми се дуго бори са самом собом и настоји да се ослободи  детињастих идеала и свега онога што унижава жену као личност, трудећи се да и сама очува непроцењиво вредан дух заједништва који породицу Марч спасава и у најтежим временима.

## Утицај
Широм Америке се одржавају изложбе, конференције и предавања на тему „Малих жена“. Издавачка кућа "Penguin Classics" је објавила занимљиво издање са предговором чувене Пети Смит, која је једна од најватренијих обожавалаца овог књижевног класика.
Снимљено је до сада неколико филмова инспирисаних књигом Лујзе Меј Алкот. Глумице које су имале прилику да на платну оживе главну јунакињу Џо Мерч, у различитим филмским интерпретацијама, укључују Кетрин Хепберн, Џун Алисон и Винону Рајдер.
Нова филмска адаптација је у припреми под режисерском палицом Грете Гервиг у којој ће главне улоге тумачити Ема Вотсон, Мерил Стрип, Тимоти Шаламе, Серша Ронен и Лора Дерн.
Tоком јула месеца, мала група академика, стручњака и ентузијаста окупља се на месту које је познатије као Louisa May Alcott’s Orchard House (Кућа Орчард; Кућа са воћњаком Лујзе Меј Алкот), недалеко од центра Конкорда у држави Масачусетс. Лујза Меј Алкот је у овој трошној али отменој кући живела са својом породицом у периоду од 1858. до 1877. године, где је и написала "Мале жене".